# Festival du film de Turin 2019
Le Festival du film de Turin 2019, 37e édition du festival, se déroule du 22 au 30 novembre 2019.

## Déroulement et faits marquants
Le 30 novembre 2019, le palmarès est dévoilé : le film Un jour si blanc (Hvítur, Hvítur Dagur) de Hlynur Pálmason remporte le prix du meilleur film. Viktoria Miroshnichenko et Vasilisa Perelygina remportent le prix d'interprétation féminine pour Une Grande Fille. Stefano Fresi et Giuseppe Battiston remportent le prix d'interprétation masculine pour Il grande passo. Le prix du public est remis à Ms. White Light de Paul Shoulberg et le prix FIPRESCI à Noura rêve de Hinde Boujemaa.

## Jury

### Torino 37
- Cristina Comencini (présidente du jury), réalisatrice
- Fabienne Babe, actrice
- Bruce McDonald, réalisateur
- Eran Riklis, réalisateur
- Teona Strugar Mitevska, réalisatrice

## Sélection

### Torino 37
- Algunas Bestias de Jorge Riquelme Serrano  Chili
- Une Grande Fille (Дылда, Dylda) de Kantemir Balagov  Russie
- La Plateforme (El hoyo) de Galder Gaztelu-Urrutia  Espagne
- Fin de siglo de Lucio Castro  Argentine
- Un jour si blanc (Hvítur, Hvítur Dagur) de Hlynur Pálmason  Islande
- Il grande passo de Antonio Padovan  Italie
- Le Choc du futur de Marc Collin  France
- Noura rêve de Hinde Boujemaa  Tunisie
- Ms. White Light de Paul Shoulberg  États-Unis
- Now Is Everything de Riccardo Spinotti et Valentina De Amicis  Italie
- Ohong Village de Lim Lungyin  Taïwan
- Pink Wall de Tom Cullen  Royaume-Uni
- Prélude de Sabrina Sarabi  Allemagne
- RAF de Harry Cepka  Canada
- Wet Season de Anthony Chen  Singapour

## Palmarès
- Meilleur film : Un jour si blanc (Hvítur, Hvítur Dagur) de Hlynur Pálmason
- Prix Fondation Sandretto Re Rebaudengo : Noura rêve de Hinde Boujemaa
- Meilleure actrice : Viktoria Miroshnichenko et Vasilisa Perelygina pour leur rôle dans Une Grande Fille
- Meilleur acteur : Stefano Fresi et Giuseppe Battiston pour leur rôle dans Il grande passo
- Meilleur scénario : Wet Season de Anthony Chen
- Prix du public : Ms. White Light de Paul Shoulberg
- Prix FIPRESCI : Noura rêve de Hinde Boujemaa